# Cutzines
Cutzines (en grec: Κουτζίνας) (segle VI - 563) va ser un líder tribal amazic dels mastracis que va exercir un paper important en les guerres romano-amazics entre l'Imperi Romà d'Orient i les tribus amazics d'Àfrica a mitjan segle vi, lluitant contra i per als romans. Feroç aliat imperial durant les últimes etapes de la rebel·lió amazic, va romandre com a vassall imperial fins que va ser assassinat el 563 pel nou governador imperial de la prefectura del pretori d'Àfrica.

## Biografia

localització de la Muntanya Aurasi (actual Aurès) a Algèria.

Cutzines era d'origen mixt: el seu pare era amazic, mentre que la seva mare provenia de la població romanitzada del nord d'Àfrica. Després de la reconquesta del nord d'Àfrica per l'Imperi després de la Guerra vàndala (533-534), van esclatar diverses revoltes de tribus amazigues natives a les províncies locals. Cutzines és esmentat per l'historiador i testimoni ocular Procopi de Cesarea com un dels líders de la rebel·lió a la província de Bizacena, juntament amb Esdilases, Medisinises i Jurfutes. A la primavera del 535, no obstant això, els rebels van ser derrotats pel comandant Salomó a la batalla de Mammes i la de Burgaó. Cutzines es va veure obligat a fugir a les muntanyes de l'Aurès, a l'est de Numídia, on va buscar la protecció del rei del Regne de l'Aurès, Iaudes.
Cutzines desapareix del registre fins a l'any 544, quan és citat pel poema èpic Iohannis de l'escriptor romà-africà Corip com a aliat dels romans i amic de Salomó. Aquest any la rebel·lió amazic, sufocada per Salomó després de la seva pacificació de les tribus de la Muntanya Aurasi el 540, va esclatar de nou en la Tripolitania i es va estendre ràpidament a Bizacena, on els amazics es van rebel·lar sota el lideratge d'Antales. Aquesta vegada Cutzines es va oposar a la revolta i va portar al seu propi poble, els mastracis (la lectura del nom és incerta) al costat de l'exèrcit imperial. El mateix any Salomó va morir a la batalla de Cíl·lium i per a l'any següent la posició romana a Àfrica es va desfer davant els rebels.

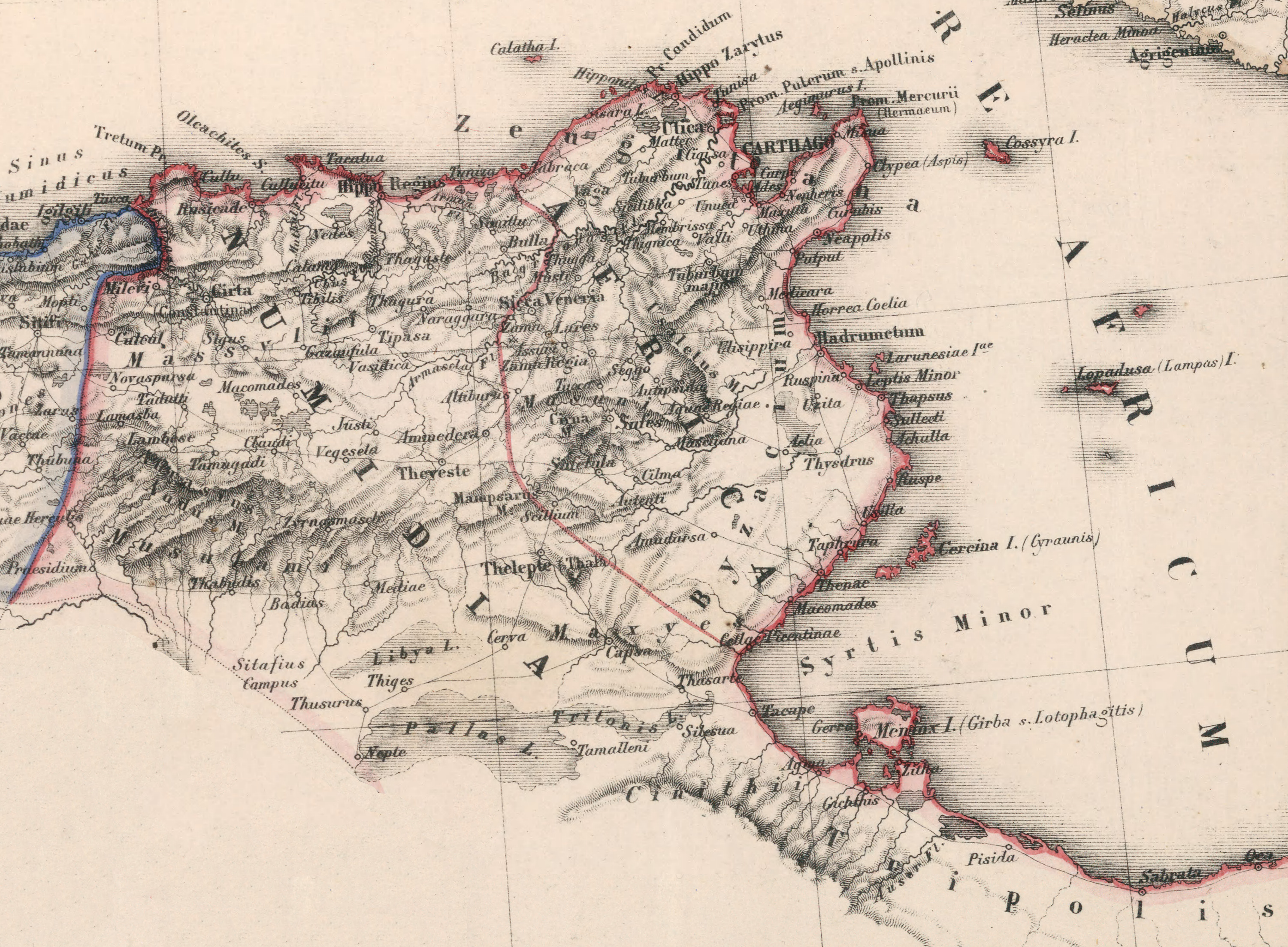
L'Àfrica romana, amb les províncies de Bizacena, Zeugitana i Numídia.

A finals de l'any 545, Cutzines i Iaudes es van unir a Antales en un atac contra Cartago, la capital i principal fortalesa del govern romà a Àfrica. Cutzines va negociar en secret amb el magister militum, Areobind, per a trair a Antales quan va començar la batalla; Areobind, tanmateix, va revelar això a Guntaric, un comandant romà que estava en contacte amb Antales i planejava trair-lo. Guntaric va dur a terme els seu pla i va usurpar el poder a Cartago, executant a Areobind.  Després que els seus plans fossin revelats per Guntaric a Antales, Cutzines va canviar de bàndol una vegada més i es va aliar amb el primer, donant a la seva mare i fill com a ostatges. Guntaric el va enviar juntament amb el comandant armeni Artàban, a perseguir a Antalas, aconseguint una victòria sobre les forces rebels prop de Hadrumetum.
Artàban va conspirar contra Guntaric, assassinant-lo en un banquet, acabant així amb la seva usurpació. A l'hivern del 546/547, quan Joan Troglita, el nou governador i comandant en cap, va arribar a Àfrica. Cutzines i els seus seguidors es van unir a ell i van participar en l'expedició que va causar la derrota i la submissió de Antales. Poc després, Cutzines va rebre el càrrec militar suprem de magister militum de Troglita. A l'estiu del 547, va acompanyar a Troglita en la seva campanya contra les tribus tripolitanes dirigides per Carcasà. Abans de la batalla de Marta, va advocar per atacar a les forces rebels, però l'exèrcit imperial va ser fortament derrotat per Carcasà i Antales, que una vegada més s'havia rebel·lat. El mateix hivern, Cutzines es va enfrontar a un altre líder amazic pro-romà, Ifisdeas. La seva disputa amenaçava amb convertir-se en un conflicte armat obert, però la intervenció de Troglita va evitar això i un oficial, anomenat Joan, va aconseguir la reconciliació entre ells.
A la primavera del 548, va participar una vegada més en la campanya de Troglita, segons Corip, com a cap de no menys de 30.000 homes, dividits en unitats de 1.000 soldats, cadascuna d'elles comandada per un dux amazic. Aquest número possiblement també incloïa a les tropes romanes posades sota el comandament de Cutzines. Durant la campanya, Cutzines i els altres líders amazics van ser crucials per a avortar un intent de motí de tropes romanes a causa de l'estratègia de terra cremada d'Antales. El suport indestructible dels amazics va permetre a Troglita superar la crisi i liderar el seu exèrcit contra les forces de Carcasan i Antales. Cutzines va lluitar a la batalla dels camps de Cató, que va acabar amb una victòria total romana. Carcasà va morir en combat i la revolta amazic va ser aixafada. Antales i els líders supervivents es van sotmetre a Joan Troglita. Després d'això, Cutzines va romandre com a vassall fidel, rebent pagaments regulars de les autoritats romanes. Al gener del 563, no obstant això, el nou prefecte del pretori d'Àfrica Joan Rogatí es va negar a pagar i quan Cutzines va anar a cobrar la seva paga va ser assassinat. Com a conseqüència, els fills de Cutzines es van rebel·lar.